# Bawean
Bawean je ostrov v Jávském moři 150 km severně od přístavu Surabaja, který patří k indonéské provincii Východní Jáva. Má rozlohu 196 km² a žije na něm okolo 70 000 obyvatel, kteří jsou převážně Madurci a vyznávají islám, největším městem je Sangkapura.
Ostrov má přibližně kruhový tvar o průměru okolo 15 km. Je sopečného původu, nacházejí se na něm termální prameny a posvátné kráterové jezero Danau Kastoba. Pobřeží je lemováno mangrovy, vnitrozemí je kopcovité, nejvyšší vrchol dosahuje 655 m n. m. Většina původního tropického pralesa byla proměněna v zemědělskou půdu. Pěstuje se teka obrovská, indigovník pravý, palma kokosová, rýže a kukuřice, významným zdrojem obživy je rybolov. Těží se onyxy, v okolním moři byly objeveny bohaté zásoby ropy. V lesích na Baweanu žije jako endemit kriticky ohrožený jelínek baveánský, vyskytuje se zde také prase sundské a makak jávský.
Název Bawean znamená v sanskrtu „místo, kde svítí slunce“. Za nizozemské nadvlády nesl ostrov oficiálně název Lubok, je známý také jako Pulau putri (Ostrov žen). Tato přezdívka vychází ze zdejšího zvyku merantau, praktikovaného již od 19. století, podle kterého odchází z chudého a odlehlého ostrova většina mužů v produktivním věku do světa za výdělkem. Mnozí z nich zůstávají v cizině nastálo, početná menšina Baweánců žije například v Singapuru. Výsledkem je, že více než tři čtvrtiny obyvatel ostrova tvoří ženy.
V březnu 1942 proběhla nedaleko ostrova námořní bitva u Baweanu, v níž Japonci potopili britský křižník Exeter.